# Tenexuche
Tenexuche (appelé aussi Tenochi) est dans la mythologie aztèque, un des géants, qui habitait sur la terre pendant les époques des quatre soleils Tlaltonatiuh (Nāhui-Ocēlōtl) « soleil de terre tigre », Ehecatonatiuh (Nāhui-Ehēcatl) « soleil d'air 4 vents », Tletonatiuh (Nāhui-Quihahuitl) « soleil de feu 4 pluie » et après la dernière destruction de la terre Atonatiuh (Nāhui-Ātl)  « soleil d'eau 4 eau ».